# Gyrinus
Gyrinus är ett släkte av skalbaggar som beskrevs av Geoffroy 1762. Gyrinus ingår i familjen virvelbaggar.

## Bildgalleri

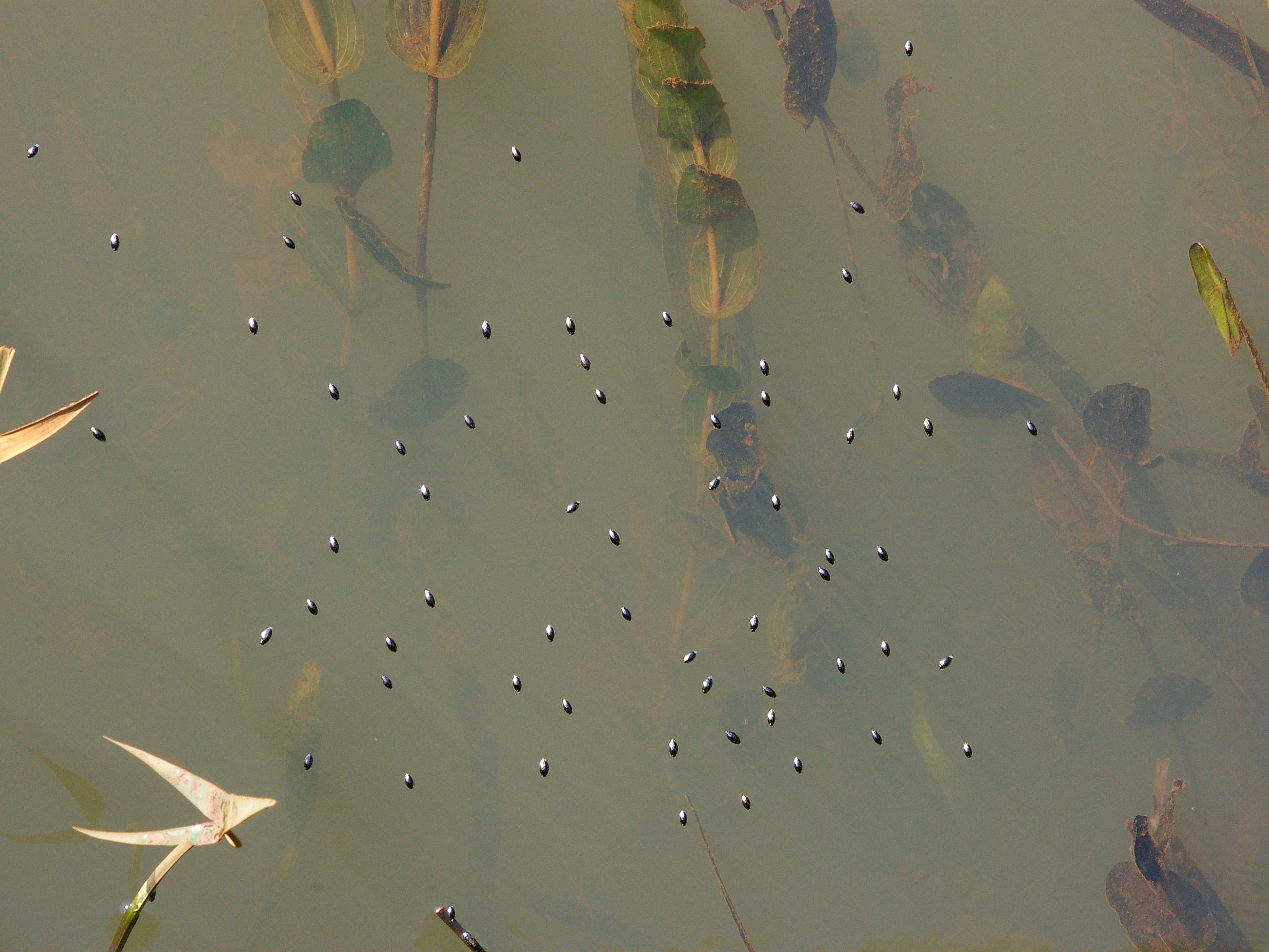

## Dottertaxa tillGyrinus, i alfabetisk ordning[1][2]
- Gyrinus aeneolus
- Gyrinus aeratus
- Gyrinus affinus
- Gyrinus analis
- Gyrinus aquiris
- Gyrinus bifarius
- Gyrinus borealis
- Gyrinus caspius
- Gyrinus colymbus
- Gyrinus confinis
- Gyrinus consobrinus
- Gyrinus dichrous
- Gyrinus distinctus
- Gyrinus dubius
- Gyrinus elevatus
- Gyrinus floridanus
- Gyrinus fraternus
- Gyrinus frosti
- Gyrinus gehringi
- Gyrinus gibber
- Gyrinus hatchi
- Gyrinus hoppingi
- Gyrinus impressicollis
- Gyrinus instabilis
- Gyrinus latilimbus
- Gyrinus lecontei
- Gyrinus limbatus
- Gyrinus maculiventris
- Gyrinus marginellus
- Gyrinus marinus
- Gyrinus microtuberculatus
- Gyrinus minutus
- Gyrinus natator
- Gyrinus opacus
- Gyrinus pachysomus
- Gyrinus parcus
- Gyrinus paykulli
- Gyrinus pectoralis
- Gyrinus pernitidus
- Gyrinus piceolus
- Gyrinus picipes
- Gyrinus pleuralis
- Gyrinus plicifer
- Gyrinus pugionis
- Gyrinus pullatus
- Gyrinus punctellus
- Gyrinus rockinghamensis
- Gyrinus rugifer
- Gyrinus sayi
- Gyrinus substriatus
- Gyrinus suffriani
- Gyrinus urinator
- Gyrinus wallisi
- Gyrinus ventralis
- Gyrinus woodruffi